# Gulag

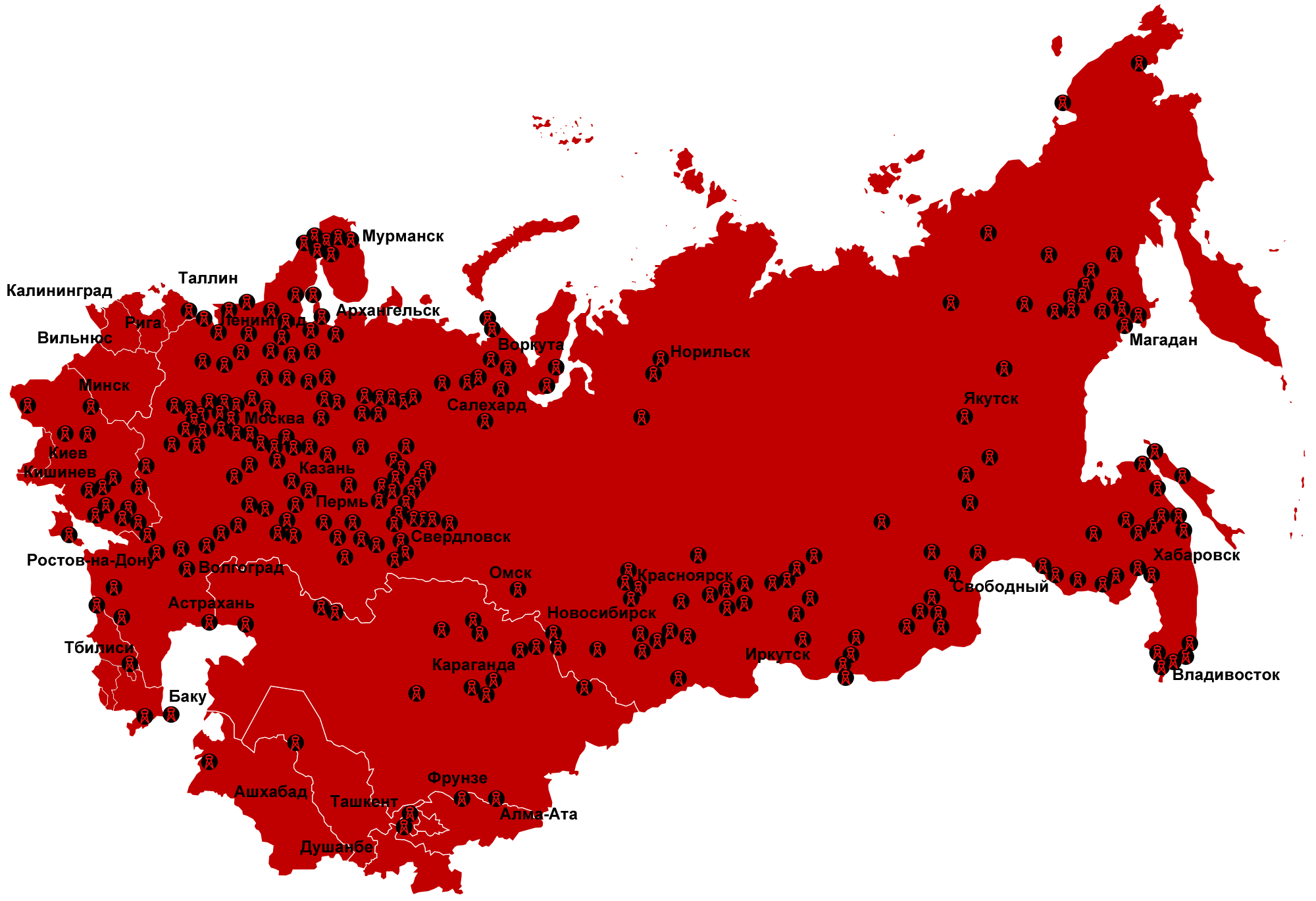
Karta över Gulagläger 1923–1961 sammanställd av organisationen Memorial.

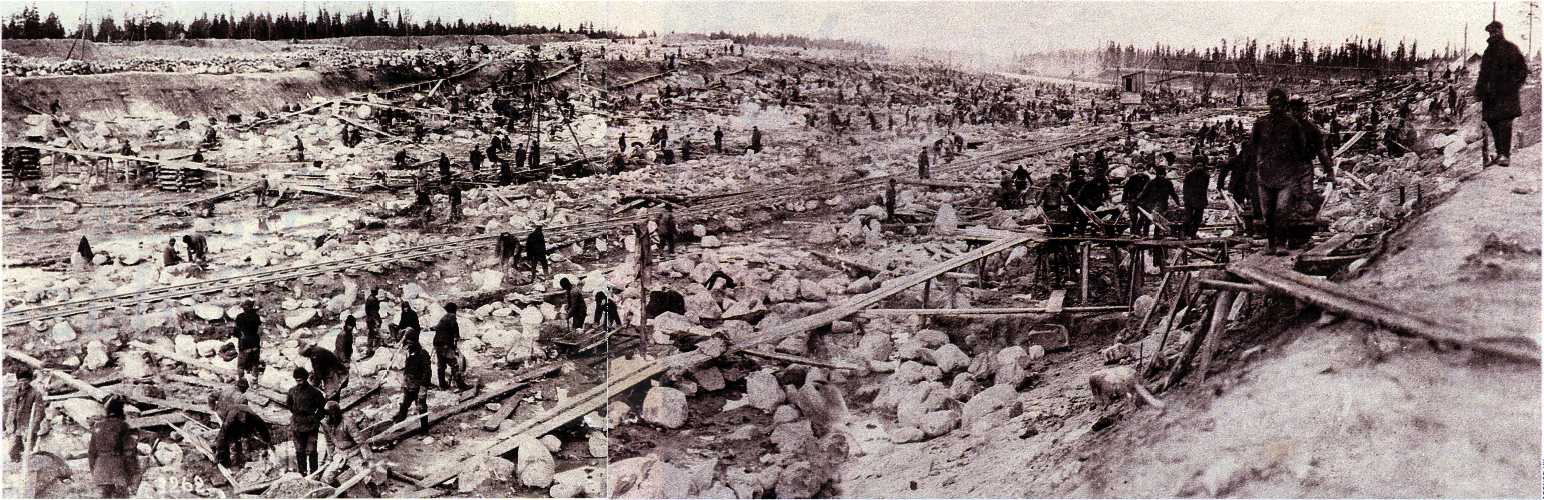
Gulags interner bygger Vitahavskanalen (1932).

Gulag (ryska: ГУЛаг) är en förkortning för Гла́вное управле́ние лагере́й (Glavnoje upravlenije lagerej) vilket betyder "Lägrens huvudstyrelse" och var benämningen på det sovjetiska system av arbetsläger, som påbörjades under ledning av Vladimir Lenin och som sedan under Josef Stalins ledning byggdes ut i mycket stor omfattning. Även efter avstaliniseringen fram till Sovjetunionens upplösning användes Gulaglägren som bestraffningsmetod för kriminella, korrupta och för nazistiska krigsförbrytare.[källa behövs] Den bredare allmänheten i väst fick kunskap om Gulaglägrens förekomst i första hand tack vare nobelpristagaren Aleksandr Solzjenitsyns böcker.

## Bakgrund

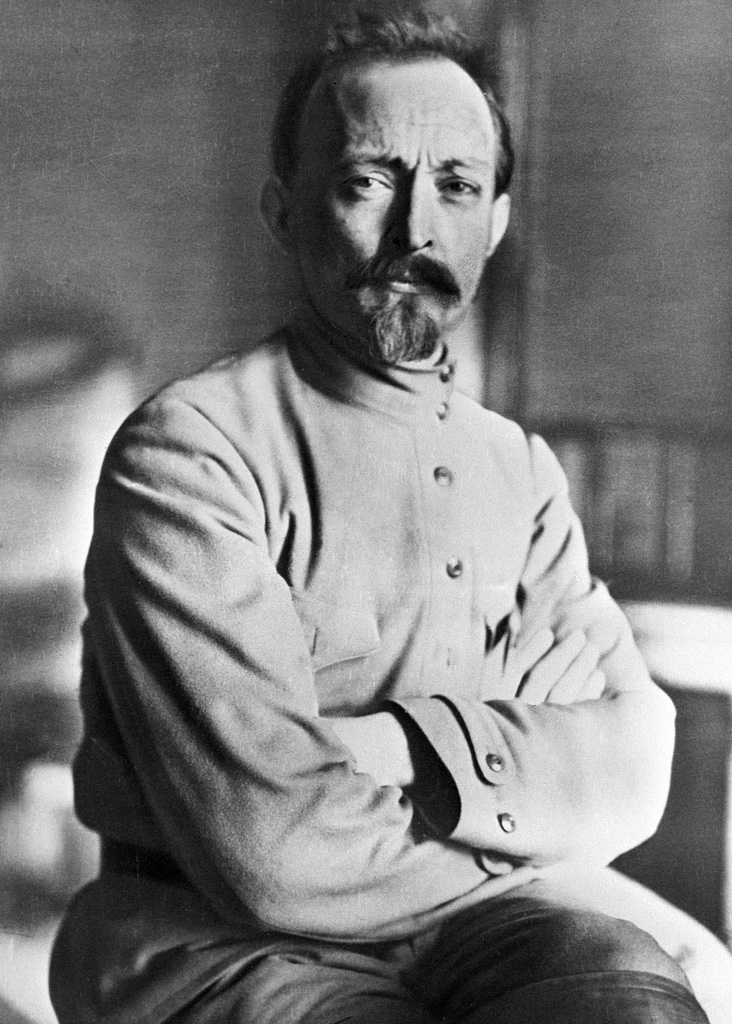
Feliks Dzerzjinskij, chef för Tjekan, GPU och OGPU 1917-1926.

Olika former av arbetsläger i Sibirien hade funnits sedan 1600-talet, de så kallade katorgor. Det var till dessa läger som krigsfångar från Karl XII:s karolinska armé skickades efter nederlaget vid Poltava, samt efter kapitulationen vid Perevolotjna.
Efter tsar Nikolaj II:s abdikation i februari 1917 och den ryska revolutionen i oktober samma år rådde mer eller mindre anarki och inbördeskrig i Ryssland. I början var dessa arbetsläger, till exempel Cholmogorij, efter förhållandena tämligen idylliska och livet tedde sig inte särskilt svårt. De politiska fångarna hade av tradition ganska stora friheter i fängelserna medan ”vanliga” brottslingar hade det värre. Dock ansågs arbetslägren i första hand vara avsedda för politiska motståndare, även om detta så småningom kom att ändras. Man närde länge en tro på att fångar genom hårt arbete kunde inrättas i ledet och bli goda sovjetmedborgare. De politiska fångarna motarbetade dock detta och hade stort stöd av likasinnade i utlandet.[källa behövs]
En lösning lades fram den 4 juni 1918, då Lev Trotskij krävde att en grupp bångstyriga tjeckiska krigsfångar skulle pacificeras, avväpnas och sättas i ett kontslager.[källa behövs] Med freden i Brest-Litowsk repatrierades två miljoner krigsfångar till centralmakterna och de tomma lägren överlämnades omedelbart till tjekan.[källa behövs]
Inledningsvis var tanken att de intagna skulle finansiera lägrens drift med sitt arbete, men det blev inte så. I september 1918 fick Feliks Dzerzjinskij en hemlig rapport med klagomål över att de sanitära förhållandena i ett genomgångsläger var utomordentligt dåliga, huvudsakligen därför att så många blev alltför sjuka för att orka arbeta. Redan i detta skede menade de ansvariga att man skulle göra sig av med sjuka och svältande för att inte driften skulle avstanna.[källa behövs]
En speciell kategori av fångar var de ”politiska” som utgjordes av socialister som inte tillhört Lenins fraktion, det vill säga anarkister, socialistrevolutionärer och mensjeviker. Dessa hade erfarenheter av tsarens system och protesterade med hjälp av likasinnade i utlandet. Emigrant-socialisterna kunde agitera på dessa fångars vägnar och gjorde det också. I de kriminella grupperna ingick vita officerare och deras sympatisörer, ”spekulatörer”, aristokrater och matroser som deltagit i myteriet på Kronstadt och även vanliga kriminella. 	
På grund av att Jekaterina Pesjkova, maka till författaren Maksim Gorkij, kände Dzerzjinskij väl lyckades hon utverka att Politiska Röda Korset fick rätt att besöka fängelser och läger, ett privilegium som de fick behålla in på 1920-talet. Eftersom uppmärksamheten var besvärande organiserade bolsjevikerna en alternativ förening för fånghjälp, Internationella sällskapet för bistånd till revolutionens offer som påstods arbeta för kapitalismens 100 000 fångar. Ändå fungerade inte terrorn, speciellt de politiska fångarna var motstridiga och trotsade ofta fångvaktarna. Strängare metoder ansågs behövas och våren 1923 inrättades ett fångläger med hårdare regim på Solovkiöarna.

## Historia

### Det första lägret

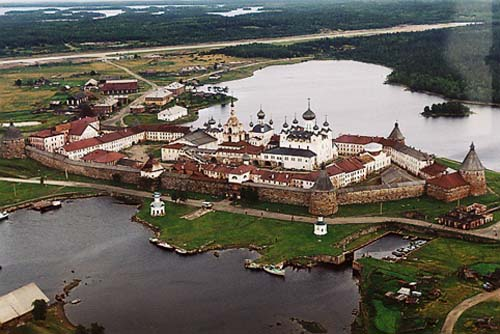
Solovetskyklostret "Gulags första läger". Foto från 2001.

Våren 1923 hade den bolsjevikiska regeringen tröttnat på ineffektiviteten och den negativa uppmärksamhet som de improduktiva lägren medförde. Man inrättade det som idag kallas för Gulags första läger: Solovkiöarna. Solovkiöarna ligger i Vita havet och lägret inrymdes i ett före detta kloster. Ursprungligen hade lägren i Sovjetunionen administrerats av Tjekan (Tjrezvytjajnaja komissija, Extraordinära kommissionen), den hemliga polisen under inbördeskriget. Man tog nu också över lägren i Cholmogorij och i Petrominsk, båda lägren belägna i tidigare kloster. Den 13 oktober 1923 övertog man lägren helt och dessa kom att kallas för SLON, Severnije Lagerij Osobogo Naznatjenija, eller nordliga läger av speciell betydelse. Tjekan, som tidigare bytt namn till GPU (Gosudarstvennoje polititjeskoje upravlenije, Statens politiska förvaltning) tog nu namnet OGPU (Obedinjonnoje gosudarstvennoje polititjeskoje upravlenije, Förenade statspolitiska förvaltningen) bl.a. för att markera sitt ökade inflytande. Under de kommande sex åren rådde mer eller mindre kaos i dessa läger, inte minst eftersom den sovjetiska regeringen hela tiden bytte inriktning och kom med nya idéer.[källa behövs] Tjekan stärkte fortlöpande sin ställning och lade under sig allt fler av de många sovjetiska fängelserna och lägren. År 1929 kom så en vändpunkt i och med byggandet av Vitahavskanalen. Nu hade Stalin kommit till makten efter en lång och svår maktkamp. Han anses ha varit helt inställd på att stärka sin position och, i likhet med historiskt sett stora härskare, sätta sin prägel på samtiden.[källa behövs] Detta kan ha gjort att han med hjälp av lägren såg en möjlighet att både skaffa fram arbetskraft till storslagna projekt, som Vitahavskanalen, men också att göra sig av med fiender som skulle kunna hota hans maktposition.
Vitahavskanalen fullbordades 1933, men kom till följd av sin enkla och bristfälliga konstruktion aldrig att bli den betydelsefulla transportled som avsågs. I mitten av 1930-talet förfogade så Gulagsystemet och fängelserna, till följd av sammanslagningar och en ständig expansion, över omkring en miljon interner. Verksamheten ökade kontinuerligt och för att hantera den ständigt växande byråkratin ombildade OGPU sig i oktober 1934 till NKVD, (Narodnyj komissariat vnutrennich del, Folkkommissariatet för inre angelägenheter). Offentliga utredningar visade under tiden att lönsamheten för lägren var dålig eller obefintlig, men verksamheten tilläts fortgå.

### Åren 1928–1931

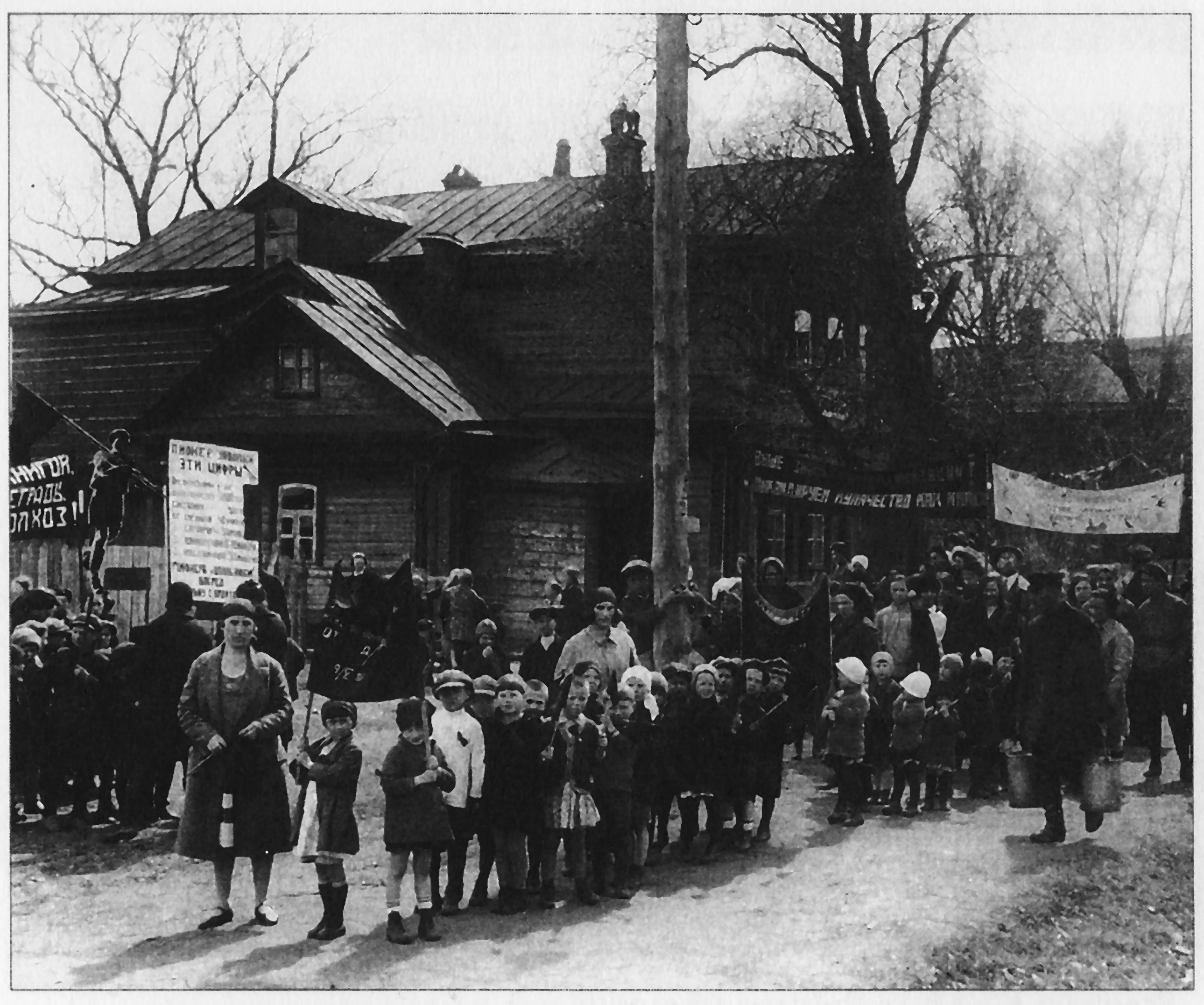
Avkulakiseringen – människor som samlats under parollerna ”Vi ska likvidera kulakerna som klass” och ”Allt i kampen mot jordbrukets plundrare”. Cirka 1931.

I december 1927 fattade den femtonde partikongressen beslutet att påbörja kollektiviseringen av jordbruket inom den första femårsplanen (1928–1932) och januari 1928 påbörjas indrivning av jordbruksprodukter med ”extraordinära medel”, samt från juni 1928 förtryck av ”kulakterrorister” (citaten enligt de officiella dekreten). Stalin tillkännagav 27 december 1929 vid en konferens med marxistiska agronomer att de självägande bönderna skulle ”likvideras som klass”. Den 11 januari 1930 skickade OGPU-chefen, Genrich Jagoda, ett memo till sina ledare där han beordrade dem att i mars ta hand om de motsträviga bönderna för att förhindra upplopp, mörda ledarna bland bönderna och bränna säden.
Vid avkulakiseringen deporterades ett stort antal bönder till avlägsna och obebodda områden i huvudsakligen Sibirien. Bestraffningsformen kallades speciella bosättare eller arbetskoloniserare. Fångarna levde under sträng övervakning i ”hemarrest” i sin nya by, och arbetade med skogsbruk, gruvdrift eller jordbruk. Då byarna förlades till otillgängliga områden, i hård natur, rik på vargar, björnar och mygg behövde vakterna ingen taggtråd för att förhindra flykt.[källa behövs]
Deportationerna 1930–1931 av bönder omfattade 381 026 familjer eller 1 803 392 personer.
Dödligheten var hög, speciellt bland barnen. Av de 310 096 personer som deporterades i maj 1930 var 194 230 (38 procent) barn. En kommission i Archangelsk 1930 rapporterade att 85 procent av barnen var sjuka och dödligheten bland dem som lades in på sjukhus var 40 procent. Senare tillät OGPU att barnen kunde tas hand om av icke-deporterad släkt, och 35 400 barn kunde lämna deporteringarna i de norra territorierna i december 1930. Den totala dödligheten uppskattades 1931 till ”inte mindre än 15 procent”, och senare epidemier som 1933 tyfus och tyfoid feber i kombination med svältransoner av mat gjorde att bara 30 procent var arbetsförmögna. En stor andel av bosättarna flydde och i februari 1931 påstod OGPU att 72 000 deporterade var på flykt. En del klarade sig ett tag genom att arbeta i olika projekt inom femårsplanen som behövde folk och inte var så noga med dokument, andra försökte ta sig till sina hemtrakter, flera fångades in och deporterades igen, skickades till arbetsläger eller sköts. Många dog av umbäranden eller dödades av olika laglösa band bestående av andra flyktingar.

### Åren 1933–1934

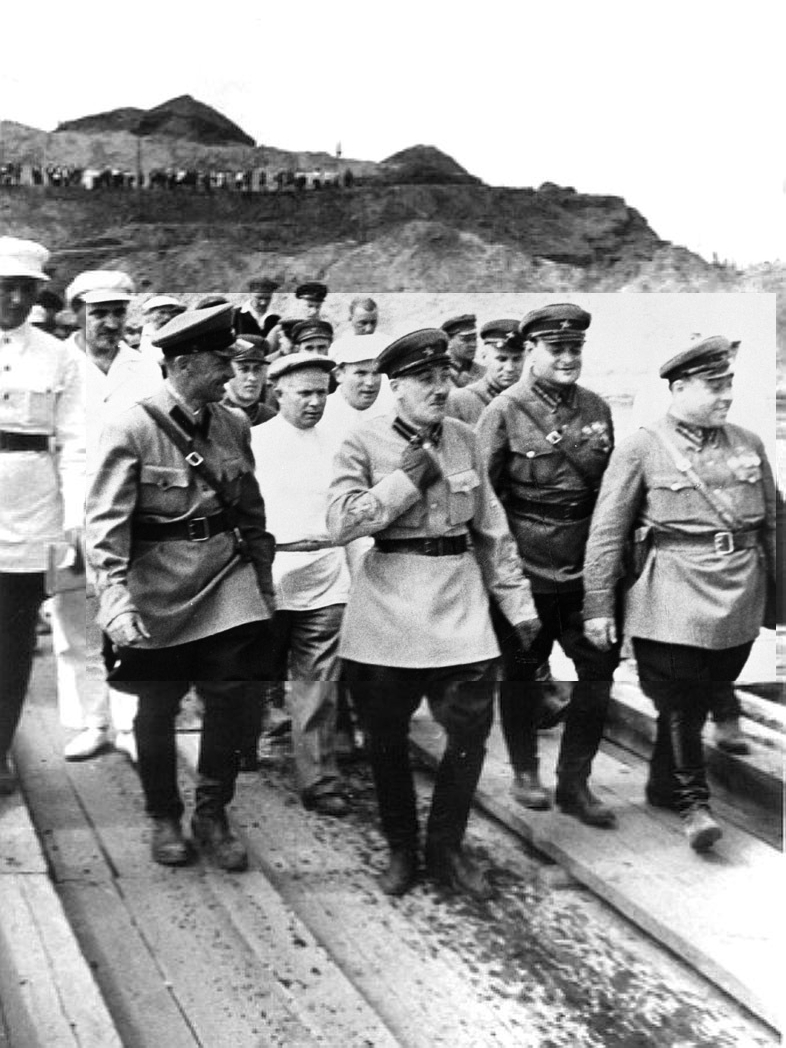
NKVD:s chef Genrich Jagoda besöker bygget av Moskva-Volgakanalen. Cirka 1934.

Genrich Jagoda satte 1933 upp en plan för nästa fas av deporteringarna till västra Sibirien och Kazakstan, som för tiden 1933–34 kom att omfatta en miljon fångar. Målet var att få bort störande element, samt bidra med nyttoproduktion med slavarbetare. Inom 65–70 dagar skulle man uppnå högre kolonisation än tsarregimen gjorde på 300 år. Tre sibiriska övergångsläger, i Omsk, Tomsk och Atjinsk, användes för att ta emot fångar som kom med järnväg innan de skickades till destinationsorter i västra Sibirien. Operationen inleddes med omfattande överordnad planering från Moskva, med detaljerad planering inom regionerna. Planeringen var utsatt för ständiga ändringar och nedskärningar av budgeten och utökat antal fångar. Detta ledde till att när deporteringarna kom igång före maj 1933 var inte transitlägren beredda att ta emot det stora flödet av fångar. Man saknade också lämpliga båtar för fortsatt färd från transitlägren. Fångarna var utmattade och undernärda när de anlände efter den långvariga transporten, som också var bristfälligt planerad. Parasiter (till exempel löss) och tyfus var vanliga problem. Dödligheten vid transporterna var hög, på nivån 3,3 procent för en 10 dagars resa. Av 10 185 deporterade i fem konvojer dog dessutom 500 inom några dagar efter ankomsten till Tomsk och ytterligare 1 700 dog inom två månader.
Fångarna som deporterades utgjorde dels återstående bönder som stämplades som "kulaker", och dels av ett stort antal obekväma ”element” från storstäderna.[källa behövs] De skilde sig markant från bönderna som deporterades 1928–31 – de nya deporterade hade inga förutsättningar för att själva bygga upp bostadsbaracker eller ens jordhyddor (zemljanka). En grupp deporterade till Sibiriska Gulag-delen (Siblag) på 640 personer bestod av 480 personer i åldern 50–60 år, 109 personer mellan 60 och 70 och 32 mellan 80 och 103 år. Flera var handikappade och även sängliggande, beskyllda för att vara samhällets ”parasiter” eller att ”leva av andra inkomster än arbete”. En stor grupp deporterade var bönder som flydde undan svälten, samt olika hemlösa, småförbrytare och dagdrivare. Andra deporterades på grund av luddiga beskyllningar som att ”tidigare ägt en bokhandel” eller ”ägde sitt hus”. Under denna tid infördes inrikespass i Sovjetunionen, för att kontrollera var folk hade rätt att bosätta sig. Många som inte hade rätt att vara i staden i fråga, eller inte råkade kunna visa upp ett inrikespass, blev fångna vid gaturazzior och deporterades inom 1–2 dagar. Polisens byråkrati tillät inte att hämta passet eller ens att informera familjen. Att vara kommunistpartimedlem, med partilegitimationen i fickan hjälpte inte heller. Vid razzior på järnvägsstationerna togs till exempel folk när de med giltiga dokument var på genomresa. Vid ankomsten till transitlägren saknades ofta kompletta fångförteckningar – namn var inkorrekta eller ofullständiga, anledningen till deporteringen saknades, listor var ej auktoriserade, signerade eller stämplade. Dessutom var flera fångar inte med på listorna. Det fanns flera fall där man tvingade passagerare från andra tåg in på fångtåget.
När de som överlevde transporten och transitlägret skulle skickas ut till orter de skulle kolonisera, blev resultatet att de lämnades i öde områden utan tillräckligt med proviant och verktyg, eller kunnande hur man bygger upp hus. Fallet med Nazino-ön på floden Ob, blev omtalat då man valde att dumpa 322 kvinnor, 4 556 män och 27 lik efter dem som dog under transporten på en endast 3 km lång och 500–600 meter bred ö.[källa behövs] Ytterligare en sändning på 1 200 personer anlände några veckor senare. Många av fångarna var vid ankomsten till ön i mycket dålig kondition och kunde knappt stå upprätt.[källa behövs] Mjöl i säckar slängdes också på stranden, men då det uppstod tumult öppnade vakterna eld och sårade flera fångar, samt valde att avlasta resten av de tjugo tonen mjöl på flodens motsatta strand, utom räckhåll för fångarna. Vakterna lyckades aldrig att organisera fungerande utdelning av mjöl, och ännu mindre att bygga ugnar för att baka bröd. Det rådde också stor brist på kokkärl för att tillaga eller ens för att dela ut matportioner. Fångarna, som ofta haffades på gatan vid diverse razzior saknade lämpliga kläder, skor, verktyg och kokkärl, samt dessutom var de helt okunniga om skogsliv. Inom kort kom kannibalism igång, liksom omfattande byteshandel med guld från tandkronor från de avlidna och klädesplagg, för att komma åt matransoner.
Vid en senare undersökning fastställdes tolv fall av kannibalism på Nazino. Elva utpekade personer dömdes till döden, men straffet mildrades då den dåtida sovjetiska lagen inte förbjöd att äta människokött (om man inte själv dödat offret), samt eftersom det rådde svält. Ön övergavs några veckor senare och fångarna skickades till slutgiltiga bosättningsorter. Totalt hade 2 856 av de 6 000 som anlände till ön dött av svält, köld, utmattning och sjukdomar som tyfus. Nazino-affären blev känd för Stalin och politbyrån och skapade några veckors försening i deporteringsplanerna. En speciell kommission tillsattes för att kontrollera klagomål från hundratals överlevande som påstod sig ha blivit deporterade utan anledning. Kommissionen kom med en rapport den 31 oktober 1933 utan att föreslå direkta förbättringsåtgärder. En del lokala organisatörer blev uteslutna ur partiet och sända till Gulag, och partiet drog slutsatsen att profilen på de deporterade var olämplig för att kolonisera Sibirien. Genom att fallet med Nazino blev utrett finns det, till skillnad från andra aktioner under samma tid, en ganska så omfattande dokumentation tillgänglig i de ryska arkiven. Forskare som Werth drar slutsatsen att det bör finnas likheter även i andra deporteringar till läger i öde trakter vid samma tid.

### Åren 1936–1938: Den stora terrorns år

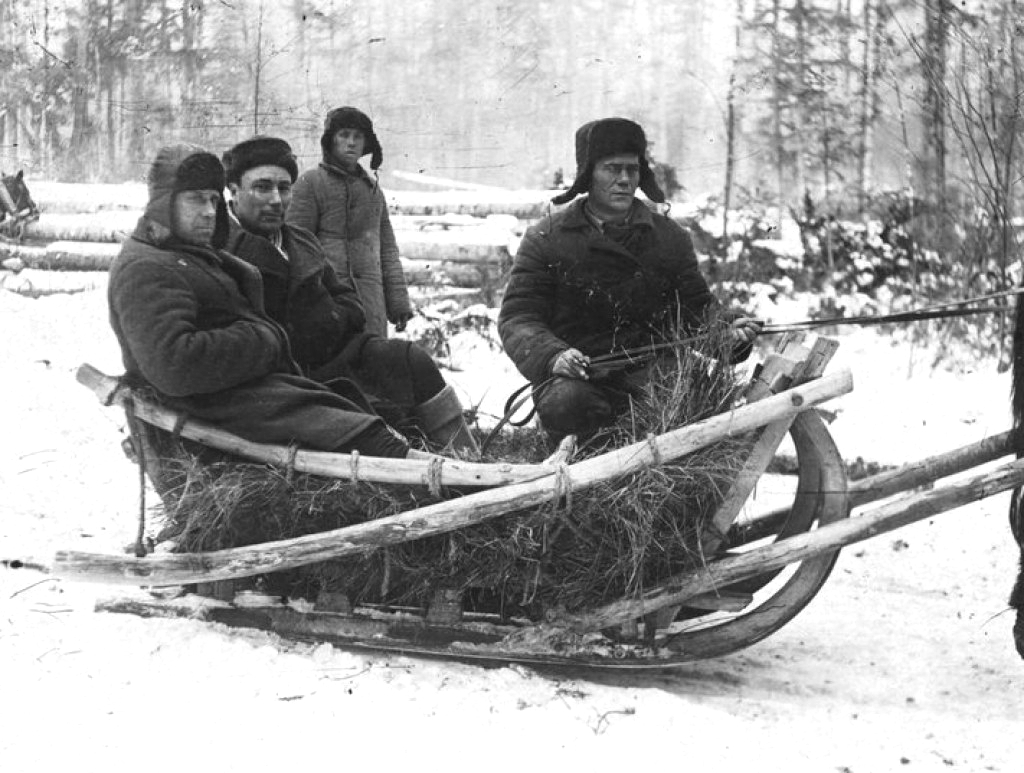
Fångar i Gulag 1936–1937.

Åren 1936 till 1938 kallas numera den stora terrorns år. Det var under denna tid som Stalin med hjälp av läger, fängelser och NKVD gjorde omfattande utrensningar av verkliga eller inbillade fiender. Många av lägren var snarare mer eller mindre slarvigt ledda förvaringsplatser, istället för rationellt organiserade fängelser, men blev nu tillfälligt omgjorda till skådeplatser för mer eller mindre planmässiga avrättningar. Fångarna mördades eller tvingades att arbeta sig till döds. Personer på alla nivåer och områden fördes bort och avrättades i jakten på förmodade fiender till staten. Detta möjliggjordes bland annat genom att NKVD erhöll stora befogenheter att gripa, åtala, döma och avrätta vad som kallades ”folkets fiender”. Påstått ”spioneri” var också en återkommande åtalspunkt, i de flesta fallen ogrundad.
Våldet drabbade också de så kallade ”speciella bosättare”, oftast före detta kulaker tvångsdeporterade till obygden, beskylldes för att vara spioner och agenter för polska, japanska och kontrarevolutionära makter. Till exempel i maj 1937 påstod chefen för NKVD i västra Sibirien, Sergej Mironov, att ”208 400 speciella bosättarna i västra Sibirien är en reservarmé för Japanerna”, och i juni 1937 diskuterade politbyrån faran med den stora koncentrationen av deporterade i Uraltrakten, sovjetiska Fjärran Östern och Sibirien. Den 30 juni 1937 utställde Nikolaj Jezjov NKVD:s operativa order 00447 om ”förtryck av före detta kulaker, kriminella och andra antisovjetiska element”. Ordern tog upp sju kategorier som skulle utrensas, och fastställde ”kvoter” som skulle likvideras inom varje kategori och region. Operationen var planerad för fyra månader men förlängdes till femton varvid ”kvoterna” även utökades. 767 000 personer blev arresterade varav 387 000 blev skjutna, oftast utan rättegång eller efter summarisk process av en trojka.
Utrensningen minskade kraftigt under 1939, men fortsatte i varierande omfattning fram till Stalins död 1953. I och med år 1939 försvann prägeln av dödsläger. Till skillnad från Nazityskland hade Sovjetunionen emellertid inga renodlade dödsläger, men det finns flera redovisade massavrättningar som förekom i lägren. Det stränga klimatet, avsaknaden av lämpliga kläder och undernäring gav också stort antal döda, till exempel under lägerkommendanten Berzins tid av 16 000 fångar som fördes till Kolyma kom endast 9 928 levande fram till Magadan. Lägren kom även att spela en viktig roll i Sovjetunionens mineral- och industriproduktion, se stalinism.

### Andra världskriget

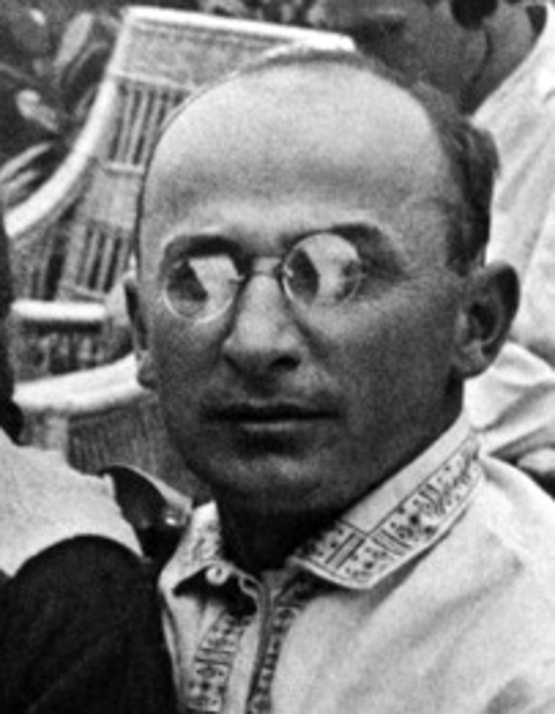
Lavrentij Berija, chef för NKVD 1938–1953.

Under andra världskriget fortgick lägerverksamheten med oförminskad intensitet. Av praktiska skäl anpassades många läger till ren krigsproduktion och till att försörja Röda armén med såväl materiel som manskap. Under kriget och efter krigsslutet fylldes lägren i många fall med krigsfångar, även om särskilda krigsfångläger med samma syfte som arbetslägren upprättades. Flera hundratusen civila polacker togs till Gulagläger med början år 1940 från östra Polen som Sovjetunionen hade invaderat. Det användes boskapsvagnar till transporten av de civila fångarna. Ett läger var beläget i Sibirien. Förhållandena i fånglägren var mycket dåliga och dödssiffrorna höga. En matranson på 200 gram bröd per dag fanns i ett Gulagläger i Sibirien. Temperaturen gick ner till -40 grader i ett läger i Sibirien och några fångar frös till döds när de sov i en barack med fönstret på vid gavel.
Ett stort antal polska fångar släpptes sommaren 1941 till följd av ”amnesti” efter det tyska anfallet på Sovjetunionen. Den polske generalen Władysław Anders lyckades 1942 få 115 000 att utvandra via Iran till Mellanöstern. En del före detta fångar åkte med båt över Kaspiska havet. I gruppen ingick invånare från Polens östra provinser som deporterades till Sovjetunionens centrala delar eller skickades till Gulag, bland annat 6 000 polska judar och några tusen vitryssar och ukrainare. Truppen ingick i den polska andra kåren som deltog i Slaget vid el-Alamein och de västallierades italienkampanj.
Ett av de första avslöjandena av omfattningen och med förteckning över sovjetiska Gulag-arbetsläger publicerades i boken ”Sprawiedliwość Sowiecka” (”Den sovjetiska rättvisan”, 1945) utgiven hos den polska andra kåren, som till största delen bestod av soldater som 1942 fick utvandra från Gulag. Efter kriget användes de polska fångarnas redogörelser om lägren av USA:s kongressbibliotek och American Federation of Labor i rapporter om slavarbete. American Federation of Labors rapport från 1949 användes för att försöka förmå FN att undersöka tvångsarbete bland medlemsstaterna.

### Efterkrigsåren till Stalins död

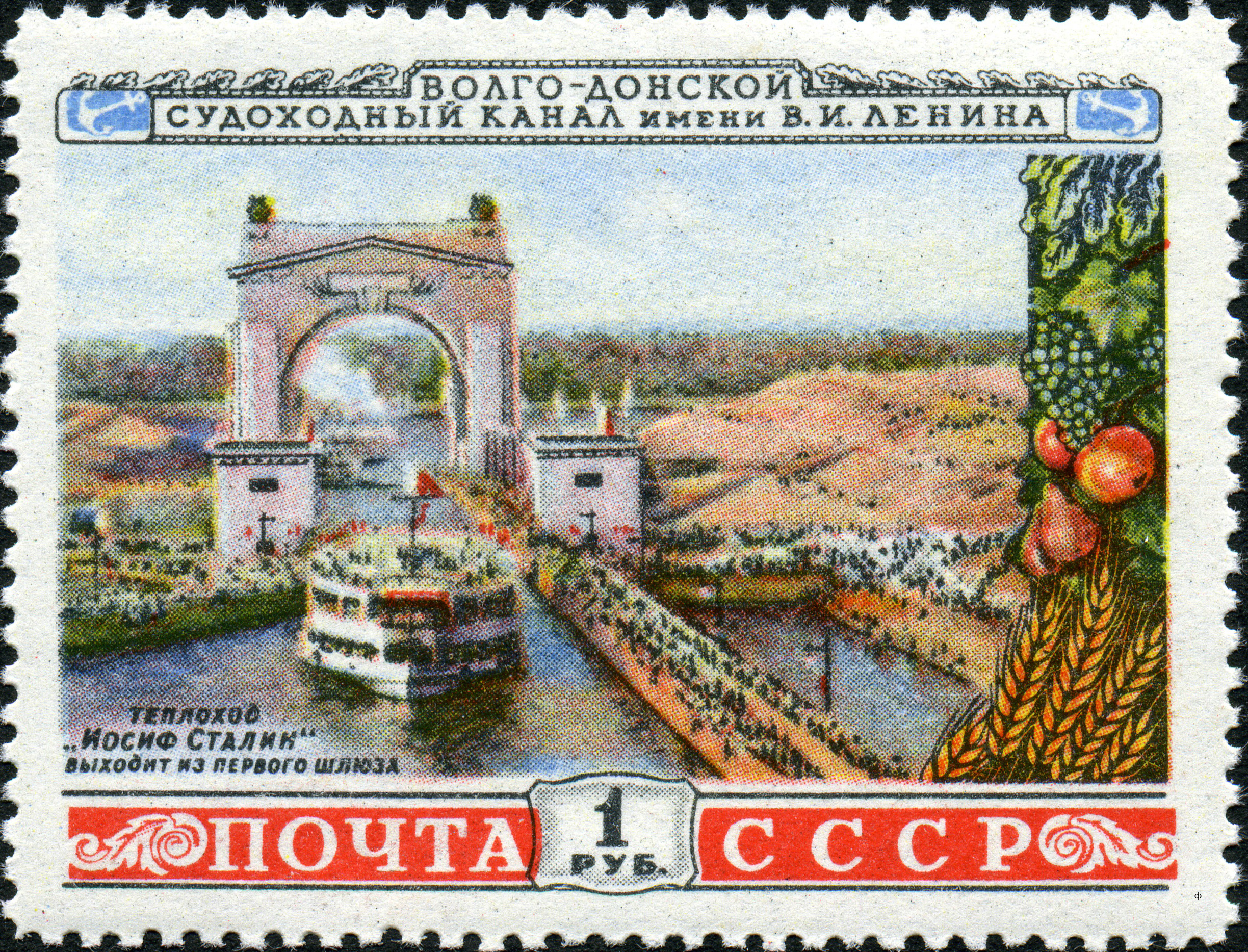
Sovjetiskt frimärke från 1953 som visar en sluss vid Volga–Donkanalen och fartyget "Josef Stalin".

Under tiden omedelbart efter krigsslutet utfärdades vissa amnestier; exempelvis frigavs i juli 1945 drygt 700 000 kvinnor och barn. Till följd av bombningarna av Hiroshima och Nagasaki övertygades den sovjetiska statsledningen om att det var mycket viktigt att ekonomin måste ägnas åt i första hand militär och industriell produktion, och i andra hand åt inhemska behov. 1946 delades NKVD i två delar: MVD (Ministerstvo vnutrennich del, inrikesministeriet) med ansvar för lägerförvaltningen av Gulagsystemet och MGB (Ministerstvo gosudarstvennoj bezopasnosti, kommittén för statens säkerhet) med ansvar för kontraspionage, utlandsspionage, gränsbevakning och kontroll av statens motståndare. Till följd av kriget anlände också en ny typ av politiskt medvetna fångar, många tidigare soldater i Röda armén. Dessa fångar spred oro i lägren eftersom de störde och bröt upp den traditionella lägerkulturen. Detta skapade oro även i statsledningen eftersom man inte ville att dessa fångar skulle vända sig mot regimen. Följden blev att man inrättade specialläger, osobyje lagerja, dit dessa fångar förflyttades. Regimen i dessa läger var mycket hård, men fångarna var väl medvetna om att saker och ting ändrats och förflyttningarna stärkte endast deras motstånd. 1948–1949 återarresterades dessutom de som gripits tio år tidigare och dömts till tioåriga straff, allt för att begränsa den politiska oron. Stalin beordrade åter att nya stora byggnadsprojekt skulle dras igång, till exempel en järnväg från Salechard till Igarka, men också kanalbyggnadsprojekt som Volga–Donkanalen och Volga–Östersjökanalen och kraftverksprojekt som vattenkraftverket i Stalingrad. Till skillnad från tidigare betraktades i stora kretsar dessa projekt som slöseri och storhetsvansinne. Visserligen riktades ingen kritik mot projekten så länge Stalin levde, men flera av dem stoppades bara några dagar efter dennes död. Samtidigt riktade officiella utredningar kritik mot projekten – 1951 kom det fram att en järnvägslinje som kostat enorma summor, både i form av pengar och människoliv, inte använts på tre år. 1952 subventionerades lägren med 2,3 miljarder rubel, vilket var ca 16 % av statsbudgetens utgiftssida. 1953 konstaterade en annan utredning att lägerverksamheten kostade oerhörda summor, trots att fångar användes som arbetskraft. Denna kritik hade visserligen framförts ett antal gånger innan kriget, men Stalin hade beordrat att verksamheten skulle fortsätta. 1953 var det officiella antalet fångar i lägren över 2,5 miljoner människor.

### Förändringar
Stalin avled den 5 mars 1953 och det tog inte lång tid innan stora förändringar skedde. Den 16 juni samma år förkunnades att lägersystemet skulle avskaffas på grund av ekonomisk ineffektivitet. Enligt MVD hade de instanser som producerat domar under trettio år befunnit totalt 3,7 miljoner människor skyldiga till kontrarevolutionära brott. Av dessa hade knappt 2,4 miljoner fängslats, 760 000 officiellt förvisats och drygt 600 000 avrättats. Dock ingår här inte de människor som förvisats, rannsakats i andra domstolar, de som aldrig rannsakats eller som orättvist beskyllts för icke-politiska brott. Frigivningarna började hösten 1954 och gick långsamt framåt under 1,5 år då ungefär 7 000 människor rehabiliterades. Den nytillträdde generalsekreteraren i det sovjetiska kommunistpartiet, Nikita Chrusjtjov, höll i februari 1956 ett anmärkningsvärt tal vid partikongressen där han pekade ut personkulten kring Stalin såsom varande osund och ett upphov till terrorvälde. Chocken för det sovjetiska samhället var enorm och satte fart på frigivningarna. På tio månader frigavs 617 000 människor som dömts för politiska brott. 1964 störtades Chrusjtjov och ersattes av Leonid Brezjnev.

### Nya vindar
Leonid Brezjnev lade om politiken och återigen fängslades människor på grund av sina politiska åsikter. Den här gången rörde det emellertid i många fall om ättlingar till politiska fångar från 1930-talet. Dessa ättlingar hade inte längre samma orsak till rädsla som sina fäder, och deras tid i fånglägren fick något av 1920-talets karaktär över sig. Protesterna mot orättvisor på anstalter och i läger var omfattande och strejker av alla de slag lamslog ständigt lägerdriften, något som varit en omöjlighet under Stalins livstid. I mitten av 1970-talet beräknade Amnesty att en procent, 10 000 st, av Sovjetunionens totalt 1 000 000 interner var att anse som politiska fångar. Dessa fångar kallades för dissidenter; de visste varför de gripits och behandlades som politiska fångar. Denna nya typ av fångar började anlända till lägren redan 1957. Brezjnev avled 1982 och efterträddes av Jurij Andropov, tidigare KGB-chef som fortsatte på den väg Brezjnev slagit in på. Andropov gjorde försök att mildra den kritik mot Stalin som tidigare framförts, något som ytterligare komplicerade omvärldens attityd. Andropov lyckades under sin tid som KGB-chef splittra den tidigare tämligen enade dissidentrörelsen, något som gjorde det enklare för statsmakterna att hantera den. Mellan 1964 och 1987 rehabiliterades färre än hundra fångar.

### Mot slutet
1984 avled Andropov och efterträddes av Konstantin Tjernenko som i sin tur efterträddes av Michail Gorbatjov i mars 1985. Gorbatjov var av en yngre generation och inledde sin karriär med en nykterhetskampanj. Det var inte förrän efter olyckan i Tjernobyl i april 1986 som Gorbatjov var redo att vidta riktiga förändringar. Han inledde med att föreslå att Sovjetunionen måste vara öppna med sina ekonomiska bekymmer. Begreppet glasnost, öppenhet, blev snabbt känt. Rehabiliteringarna återupptogs och i slutet av 1986 beslutade Gorbatjov att alla politiska fångar i Sovjetunionen skulle benådas och rehabiliteras. Detta innefattade även de som spärrats in på mentalsjukhus under diagnosen ”politiskt betingad mentalsjukdom”.

## Första vittnesmålen från lägren
1945 utgavs boken Den sovjetiska rättvisan (polska originalets titel Sprawiedliwość sowiecka) skriven av Kazimierz Zamorski (pseudonym Sylwester Mora) och Stanisław Starzewski (pseudonym Piotr Zwierniak). Den utgavs i Rom av ett förlag knutet till Polska andra kåren (den så kallade ”Anders armé”). Uppgifterna nedan i detta avsnitt är hämtade från denna bok.

### Arresteringar

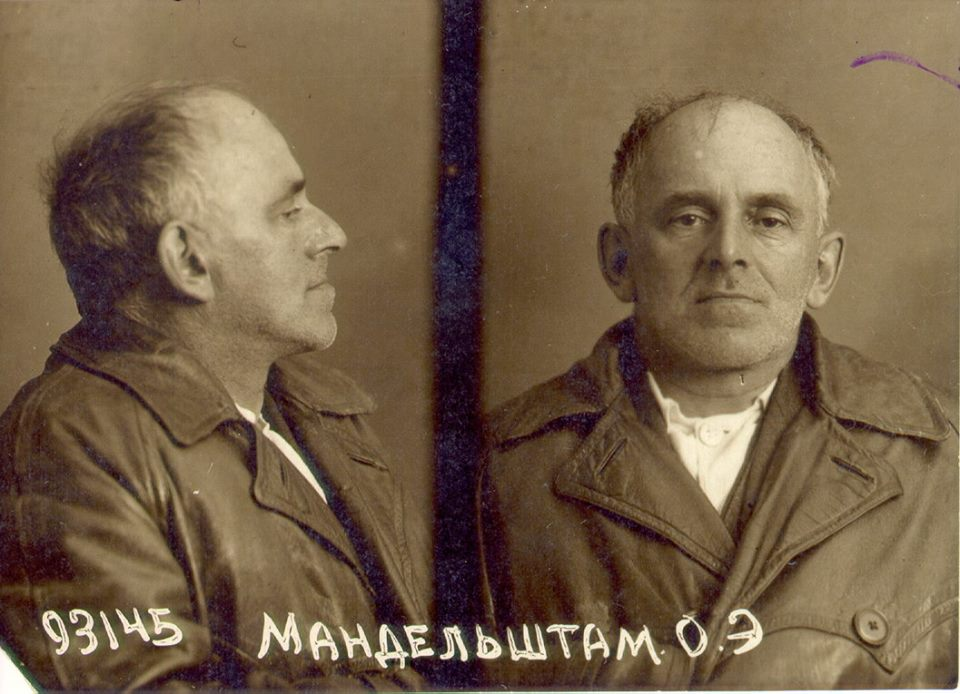
NKVD:s foto av den arresterade poeten Osip Mandelstam 1938.

Enligt boken skedde arresteringarna både på ett planerat sätt och spontant. De planerade arresteringarna verkställdes genom att den gripne hämtades av NKVD, oftast på natten, och det visades ingen arresteringsorder. Oftast skedde också ett grundligt genomsökande av lägenheten. Den gripne kunde få till exempel 5 minuter för att samla ihop sina personliga saker. I flera fall ombads personer att följa med för att reda ut någon mindre ospecificerad oklarhet, varvid familjerna försäkrades att han/hon skulle komma hem så fort en rapport skrivits ner.
NKVD fångade också förbipasserande på gatan (”łapanka”), arresteringar som enligt vittnesbörden kunde omfatta 800 personer (Tarnopol, 17–18 november 1939) eller 92 personer (Lwów, 14 januari 1940). Dessa personer kom därefter att kontrolleras grundligt. Alla folksamlingar var förbjudna. Om två personer påträffades med att samtala, kunde båda utfrågas vad de talade om – eventuell dålig överensstämmelse av det återgivna samtalet ledde till att båda greps. En annan teknik var att iscensätta olika fällor som sovjetiska spioner kunde få flyende polacker att fastna i. I maj 1940 anlände en tysk repatrieringskommission till Lwów och polacker som hade anknytning till polska områden på den tyska sidan kunde ansöka om ett inresetillstånd. När tillståndet skulle ”stämplas” av ryssarna greps personerna.

### Anklagelser och brottsutredning
När personer greps eller arresterades blev det aldrig uttalat vad de anklagades för. Oklara eller glömda identitetspapper var alltid belastande. En vanlig teknik praktiserad av NKVD var att den gripne skulle själv gissa sig till och framlägga sin skuld (så kallad ”självanklagelse”). Vissa polacker skulle gripas till varje pris och först därefter sökte NKVD-åklagare efter en lämplig anledning. Åklagarens arbete gick ut på att:
- hitta och formulera brottet
- tillskriva brottet till en person obekväm för regimen
- övertyga den arresterade att denne utförde brottet
- tvinga de arresterade att erkänna brottet
- formulera åtalsakten

Lyckades inte åklagaren få fram ”bevis” använde han sig av så kallad curriculum vitae-teknik – den arresterade skulle noggrant och flera gånger beskriva en speciell period av sitt liv. Minsta avvikelse tolkades som ett försök att dölja eller förvanska fakta. Trots att användande av tvång och våld officiellt var förbjudet, användes tortyr, fysisk och psykisk misshandel, hot, ohygieniska förhållanden och svält i regel.
Under utredningen hölls den arresterade i NKVD:s rannsakningsfängelser. Dagsransonen av mat (enligt föreskrifter) under rannsakningen skulle bestå av 600 gram bröd, 20 gram socker samt till frukost en kopp avkok av torkad frukt, till lunch en 0,5 liter tunn soppa och en matsked kasja (gryn), och till kvällsmat tunn soppa eller kasja. Den arresterade skulle också få en halvtimmes promenad. Var tionde dag skulle fången få bada och lämna in kläder för desinficering. Vid tvätten rakade man hår och skägg med maskin. Rakning med rakkniv eller rakblad var förbjuden. Underkläder tvättades var tionde dag. Mat- och promenadprivilegier kunde dras in som bestraffning. Tillämpning av detta regelverk var i praktiken dålig. Mycket ofta fungerade inte tvätt och badmöjligheter, varför bad begränsades till en gång i månaden och byte av underkläder till en gång per halvår. Tiominuterspromenader inföll en gång i veckan.
Fängelserna var överfulla och det fanns inte britsar, eller plats på golvet, för alla att sova samtidigt. Fångarna fick därför turas om att stå eller ligga. Isoleringsceller, som användes vid de intensiva förhörsperioderna, var små celler ofta med en brits utan sängkläder, belägen under jorden och därför fuktig och med ohyra. Mat bestod av 400 gram bröd per dag och vatten utdelat i koppar. Om fången inte samarbetade under förhöret kunde brödransonen dras in eller halveras.

### Dom, straff och deporteringar

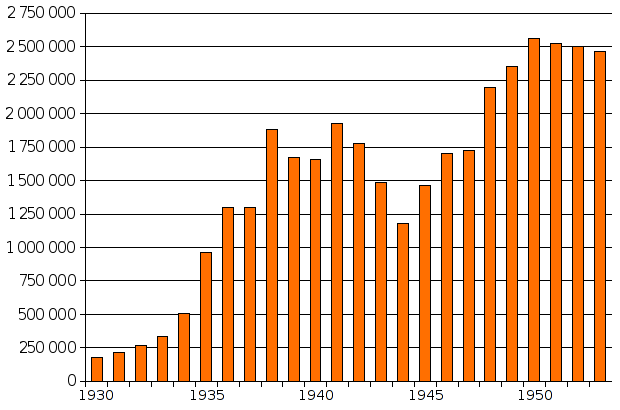
Diagram över antalet fångar i Gulag 1930–1953.

Domstolsförhandlingarna var för det mesta mycket korta. Politiska brott handlades av distriktsdomstolarna eller NKVD:s specialkollegium (OSSO), det senare tog hand om 80 % av alla politiska brott. Domstolarna gick som regel på åklagarens linje, och om den anklagade tillskrevs ”kontrarevolutionär” verksamhet hade denne ingen chans att frikännas. Efter att domslutet lästes upp fördes fången till en fängelseavdelning avsedd för de dömda. Själva uppläsningen av domen lät oftast så här: ”Specialkollegium NKVD i Moskva efter sammanträdet den (datum) beslutade att döma X.Y., medborgare i (landet), som ett element farligt för samhälle till (antal) år i förbättringslägret på orten (plats).”, utan att man motiverade beslutet eller brottet. Det vanligaste straffet var 10 eller 15 år i Gulag.
De som dömdes till döden tvingades att lämna in en nådeansökan till Högsta Sovjet. Handläggning tog cirka tre månader.
Deporteringar till Sibirien utdömdes inte av NKVD-domstolar. Deporteringarna användes mera av vanliga domstolar. NKVD använde deporteringar för att skicka iväg ”samhällsfarliga element” enligt uppgjorda förteckningar. Ofta tvingades de deporterade innan de lastades på tågvagnar att skriva på att de reste av egen vilja.

### Förteckning över lägren
Boken presenterar följande lista över arbetsläger inom den europeiska delen av Gulag-systemet som sammanställdes av vittnesbörden:
- Soroklag, läger vid orten Soroka vid Vita havet – metallmalmgruvor, metallberedning, bygge av järnväg, tunnlar, kanaler, elverk och flygfält. Tegelbruk, stenbrott, träindustri och fiskeri.
- Sievieronikel, läger söder om Murmansk – gruvor för aluminium, nickel, koppar, bly och zink, samt lättare metallindustri.
- B.B.K – kanal mellan Östersjön och Vita havet. Byggande och underhåll av kanalen.
- Volgostroj – kanal mellan floden Volga och Östersjön. Byggande och underhåll av kanalen. Järnvägsbygge, stenbrott, träindustri. Arbeten för att anlägga ett konstgjord sjö vid floderna Mologa och Sjeksna.
- Oneglag – träindustri, jordbruk och byggande av flygfält.
- Kargopollag – som Oneglag
- Sievdvinlag – trä- och pappersindustri. Byggande av staden Molotovsk, järnväg, kanaler, flygfält, samt stenbrott.
- Kulojlag – träindustri
- Uchtizmlag – oljeborrning, gruvor för järnmalm och kol. Cementbruk, väggbyggen, stenbrott, tegelverk, träindustri, jordbruk.
- Ustvymlag – träindustri, tegelbruk, vägbyggen.
- Pietjorlag – järnväg och flygfältsbygge, träindustri, stenbrott, jordbruk.
- Vorkutstroj – kolindustriområde Vorkuta. Byggande av järnväg och flygfält.
- Sievzerdolag – järnvägsbygge Kotlas-Vorkuta
- Unzlag – järnvägsbygge, träindustri, tegelbruk
- Tiemnikovskije ITL – ett system av läger för kvinnor (i Potma-regionen). Träindustri, jordbruk, tillverkning av uniformer och andra textilier, skinnindustri, leksakstillverkning.
- Samarlag (även kallad Bezimienlag) – byggande av staden Bezimianka som skulle bli centrum för vapenindustri. Byggande av underjordiska anläggningar och flygfält. Byggande av vägar och fördämningar vid Volga. Stenbrott, tegelbruk, jordbruk.
- Osobstroj – byggande av fortifikationer och fabriker för krigsindustri.
- Juzjlag, söder om Baku – byggande av järnväg från Baku till Iran. Flygfälts- och fortifikationsbyggen.
- Viatlag – träindustri, byggande av järnvägar och flygfält
- Osollag, nära staden Ufa och Solikamsk – träindustri och väggbyggen.
- Ett hundratal läger i östra Ukraina, östra Vitryssland och Ryssland, bland annat Donbass.

För den asiatiska delen av Sovjetunionen redovisas i boken:
- Sievurallag, gruvor för järnmalm och andra metaller samt kol. Metallindustri, flygindustri, byggande av flygfält, stenbrott, tegelverk, träindustrier.
- Ivdiellag, träindustri, vägbygge
- Karlag, kol- och metallgruvor. Byggande av fabriker och bostäder. Stenbrott, tegelverk, vägbyggen, jordbruk.
- Tobolkije ITL, kolgruvor, stenbrott, tegelverk, vägbyggen.
- Syblag, järnmalmgruvor, stenbrott, tegelverk, vägbyggen, träindustri, textil- och skinnindustrier.
- Tomasinlag, träindustri och vägbyggen.
- Kraslag, kolgruvor, träindustri, järnvägsbyggen.
- Norillag, kolgruvor, träindustri, järnvägsbyggen.
- Juzjsyblag, väg- och järnvägsbygge, stenbrott, träindustri.
- Novaja Ziemlja, kolgruvor fiske.
- Burlag, vägbygge, stenbrott, fortifikationsarbeten
- Niezjnieamurskije ITL, hamnarbete, väg- och järnvägsbygge, fortifikationsarbeten, byggande av flygfält, bostäder och städer (Komsomolsk)
- Dalnievostotjnyje ITL, väg- och järnvägsbygge, fortifikationsarbeten, byggande av flygfält, bostäder och städer
- Jakutskije ITL, guld- (inklusive Kolyma), platina- och blygruvor. Väg- och flygfältbyggen, stenbrott, fiske och fiskeindustri (konserver).
- Sievnostotjnyje ITL, som Jakutskije ITL
- Tjokotskije ITL, som Jakutskije ITL
- Kamtjatskije ITL, som Jakutskije ITL
- Sachalinskije ITL, som Jakutskije ITL

## Eftermäle

### Antal offer
Det saknas allmänt accepterade uppgifter om antalet döda i lägren, och uppgifterna i litteraturen varierar mycket kraftigt. NKVD:s egen statistik påstår att det aldrig var mer är 2,5 miljoner fångar samtidigt i Gulag, och ger ingen direkt skattning av döda. Andra källor gör gällande att stor andel dog i transporter och fängelser innan fångarna anlände till lägren. Robert Conquest skattar till cirka 1 miljon döda per år i lägren för tiden 1939–1945, medan Aleksandr Solzjenitsyn, som till yrket var matematiker, baserat på egna observationer kom fram till en dödlighet på 1 procent per dag, vilket kan förmedla känslan för magnituden, men anses som orealistiskt om det extrapoleras till hela Gulagsystemet. Samtidigt i till exempel ett läger som Magadan identifierade man bara 583 överlevande av 12 000 polska fångar.
Enligt Rummel mördade sovjetstaten mellan 1917 och 1987 någonstans mellan 28 326 000 och 126 891 000 människor, där det troliga antalet uppgår till 61 911 000, varav 54 767 000 utgjorde egna medborgare. Stalintiden 1928-1953 ensamt bedöms folkmordet uppgå till någonstans mellan 19 641 00 och 91 685 000, men sannolikast 42 672 000 människor. 
Rummel delar upp offren på följande sätt:
Inbördeskriget 1917-      3 284 000 mördade
NEP 1923-                        2 200 000 mördade
Kollektivisering 1929-    11 440 000 mördade
Den stora terrorn 1936-  4 345 000 mördade
Före kriget 1939-             5 104 000 mördade
Världskriget 1941-          13 053 000 mördade
Efter kriget 1946-           15 613 000 mördade
Efter Stalin 1954-             6 872 000 mördade
Totalt: 61 911 000 människor

### Historiskt perspektiv och glömskan
Eftersom frågan om Gulag berör ideologisk syn på kommunismen möter man två förhållningssätt – den ena, den sovjetvänliga revisionistiska sidan presenterar en bild som förnekar, förmildrar, eller skriver ner den förmenta omfattningen av förtrycket, och den andra som med historiska källor försöker kartlägga omfattningen, men ofta de senare beskylls av vänsterdebattörerna för att få sin motivation av konservativa, liberala och nyliberala ideologiska ståndpunkter. En sådan debattör är Mario Sousa, som skrivit Sanningen som kom bort – Den påstådda historien om miljontals fångna och döda i Stalins Sovjetunionen, där det bl.a. hävdas att ”[i] Sovjet fanns som högst 2,4 procent av den vuxna befolkningen dömda för brott – i USA är siffran för närvarande [1998] 2,8 procent”.
Att samtiden visste om deporteringar och arbetsläger råder det inga tvivel om – till exempel Bent Jensen i Gulag och glömskan tar upp flera publikationer, även på skandinaviska språk. Ett polskt avslöjande kom efter att ett hundratusental forna fångar fick utvandra 1942, men avfärdades i väst som ett nationalistiskt utspel, eftersom det framfördes vid en icke-opportun tidpunkt när Roosevelt och Churchill var i allians med Josef Stalin mot Adolf Hitler. Under det kalla kriget, blev beskrivningen av lägren dels ett stående element i bilden av den östlige fienden, men dels ifrågasatt som ett element i en oresonlig krigshets. Historiker som Richard Pipes, Robert Conquest och Paul Johnson kom att få sina färgstarka beskrivningar av den sovjetiska lägervärlden och sina utfall mot dem de uppfattade som västliga femtekolonnare beskrivna som antisovjetisk/antikommunistisk propaganda. Så länge kalla kriget varade var det också ytterst känsligt även inom mittfåran av historieskrivning och sociologi att antyda jämförelser mellan Stalin, Lenin och Hitler som tyranner och folkmordsideologer, en komplikation som blev tydlig i samband med den tyska ”historikerstriden” 1986–87.
Kommunismens svarta bok tar upp det politiska förtrycket i Sovjetunionen och utkom efter att det politiska systemet i öst bröt samman samt att flera tidigare hemliga statsarkiv hade öppnats för forskning. Boken gav upphov till våldsam debatt och beskylldes av vänsterdebattörer för överdrifter, bristande källkritik och antisocialistisk propaganda.
I Sverige blev under åren efter 2000 organisationen Upplysning om kommunismen (sponsrad av Stiftelsen Fritt Näringsliv, och styrd bl.a. av personer med kopplingar till den marknadsliberala tankesmedjan Timbro), i sin mission att uppmärksamma bland annat Gulag, beskylld för nyliberal historiesyn. Likaså Forum för levande historia (som är en svensk statsfinansierad myndighet) i sina planer, att efter informationskampanjen om nazismens brott ta upp de kommunistiska.
Den absolut största betydelsen för att göra Gulag känt bland allmänheten hade dock skönlitteraturen. Aleksandr Solzjenitsyns debutroman En dag i Ivan Denisovitjs liv, som publicerades under en kort politisk ”töperiod” under Nikita Chrusjtjov, blev en sensation både inom och utom Sovjetunionen och inledde en karriär som åtta år senare gav författaren Nobelpriset i litteratur 1970. Då Sovjetunionen hindrade Solzjenitsyn att delta vid en ceremoni enligt hans önskningar – han hade säkerligen kunnat få tillstånd att resa till Stockholm 1970, däremot är det osäkert om han hade kunnat återvända hem, och därefter lade sovjetiska myndigheter hinder i vägen för en ceremoni på Svenska ambassaden i Moskva – och slutligen utvisade honom till väst, blev lägren och fängelserna starkt uppmärksammade i media. Romanen följdes 1973 av ett större verk, GULAG-arkipelagen; vars publicering framkallade Solzjenitsyns landsförvisning året därpå. Bland andra författare som spreds som samizdat och även uppmärksammades internationellt kan nämnas Anatolij Martjenko ( Mitt vittnesbörd, 1967, svensk översättning 2015, Ariel förlag) och Lev som alla andra (Ariel2016), Jevgenia Ginzburg (Resa till avgrunden, publicerad i väst 1967),  Anatolij Zjygulin (De svarta stenarna), Varlam Sjalamov Skovelmästaren-Berättelser från Kolyma (2003), Genom snön (2018), Vänstra stranden (2019) samt Alexander Weissberg-Cybulski (Den stora utrensningen).